# Mario Iguarán
Mario Germán Iguarán Arana (El Cerrito, 8 de junio de 1960) es un abogado y académico colombiano.
Ocupó el cargo de fiscal general de la Nación desde el 1 de agosto de 2005 hasta el 31 de julio de 2009.
La elección de Mario Iguarán como fiscal general de Colombia, en 2005, ha sido objeto de polémica.

## Biografía

### Vida privada y estudios
Nacido en El Cerrito y criado en Buga, Iguarán es abogado por la Universidad Externado de Colombia; Magíster en Derecho Comparado en la Universidad de Bonn en Alemania; especialista en Alta Dirección del Estado por la Escuela Superior de Administración Pública, (ESAP); y especialista en Casación Penal por la Universidad La Gran Colombia.
Iguarán es católico, está casado con Lucero Saavedra con quien tiene dos hijos, Daniela y David. Durante su juventud practicaba el fútbol y es hincha del Deportivo Cali.

### Viceministro de Justicia
El 29 de marzo de 2004 se posesionó como viceministro de justicia del gobierno de Álvaro Uribe, en aquel entonces el jefe de la cartera era Sabas Pretelt de la Vega. Allí emprendió la defensa jurídica de los proyectos del gobierno como la Ley de Justicia y Paz y permaneció un año y cuatro meses en dicho cargo para luego ser incluido por el presidente Álvaro Uribe en una terna de candidatos a la Fiscalía General de la Nación presentada a la Corte Suprema de Justicia en la que resultó elegido en parte gracias al apoyo de los conservadores cercanos a Pretelt.

### Fiscal general
Iguarán se posesionó como fiscal general el 1 de agosto de 2005, convirtiéndose en el quinto ciudadano en ocupar dicho cargo en la historia del país y sucediendo a Luis Camilo Osorio. Dejó su cargo en agosto de 2009 al cumplir su periodo y en su lugar fue nombrado el vicefiscal Guillermo Mendoza Diago a la espera de la elección de su sucesor. En el artículo  "Humo en los ojos", publicado en Ámbito Jurídico, el académico Jorge Orlando Melo cuestionó su labor al frente de la Fiscalía al destacar graves omisiones en el informe que presentó en el último año de su gestión. Según Melo, dicho informe proporciona una información fragmentaria y confusa acerca del número de homicidios, de las investigaciones iniciadas por la Fiscalía, así como de las acusaciones formuladas en relación con este tipo de delitos. En cambio incluye información superflua acerca de temas tales como los seminarios a los cuales asistieron los funcionarios de la fiscalía, el dinero gastado por cada seccional (pero sin una tabla que consolide y compare), el número de computadores en las fiscalías, etc.

#### Supuesta injerencia del paramilitarismo en su elección
En febrero de 2011 una filtración de Wikileaks, reveló un supuesto soborno de los paramilitares de las AUC para asegurar la elección de Iguarán como fiscal. Según Igurán estos rumores eran una retaliación por sus decisiones en contra de los parapolíticos.  Según el portal La Silla Vacía, si bien Iguarán tomo decisiones importantes contra varios parapolíticos incluido Mario Uribe, el primo y aliado político del entonces presidente Álvaro Uribe, y contra varios políticos cercanos a este, hubo otras decisiones que el medio calificó de tibias o timoratas, a lo que Iguarán se defendió diciendo que eran muchas investigaciones y pocos los recursos de los que disponía. También se resaltó que al parecer el entonces presidente Uribe estaba molesto con el fiscal que el mismo había incluido en la terna y a quien había llamado «perverso» y «mediático». No obstante al terminar su periodo como fiscal, Iguarán fue nombrado como embajador en Egipto de dicho gobierno.
En enero de 2022, el exjefe paramilitar Salvatore Mancuso, ratificó las denuncias hechas por el exgobernador de Córdoba, Benito Osorio , acerca de dos supuestas reuniones de Mancuso con José Félix Lafaurie, quien supuestamente le habría pedido, con el aval del ministro del interior Sabas Pretelt, que apoyara la elección de Iguarán como fiscal general. Igulmente Mancuso declaró que escuchó al paramilitar Carlos Mario Jiménez, alias Macaco, hablar sobre una entrega de dineros destinados a respaldar a Mario Iguarán como fiscal general de la nación. Tanto Iguarán como Lafaurie han negado repetidamente los hechos. Según el exgobernador Benito Osorio, Iguarán nombró a la esposa de Lafaurie, María Fernanda Cabal, como jefe de la Oficina de Asuntos Internacionales de la fiscalía como parte del acuerdo. Aunque en el año 2007 Iguarán pidió la renuncia de Cabal cuando los medios divulgaron información de filtraciones que venían del despacho que Cabal manejaba y que habría favorecido a narcotraficantes para facilitar su fuga, y por una filtración al ministerio de defensa del llamado a indagatoria que adelantaba la fiscalía contra 61 oficiales.

### Años recientes
Iguarán se desempeñó como embajador de Colombia en El Cairo, Egipto hasta que fue elegido decano de la facultad de derecho de la Universidad Manuela Beltrán. 
En julio de 2012, Iguarán asumió la defensa de uno de los presuntos responsables en el polémico Caso Colmenares. Su actuación como abogado defensor culminó en la absolución de Carlos Cárdenas.